# Ferenc Hemrik
Ferenc Hemrik (* 25. August 1925 in Budapest, Königreich Ungarn; † 12. Februar 2007 ebenda) war ein ungarischer Skispringer.
Hemrik, der für den Verein Goldberger Sportegyesület startete, wurde, obwohl er zuvor keine internationalen Erfolge aufweisen konnte, für die Olympischen Winterspiele 1948 in St. Moritz nominiert. Dort startete er im Springen von der Normalschanze und erreichte mit Sprüngen von 53 und 61 Metern am Ende den 34. Platz.